# Bürgerschaftswahl in Bremen 2007
- Linke.: 7
- SPD: 32
- Grüne: 14
- FDP: 5
- CDU: 23
- BIW: 1
- DVU: 1

Die Wahl zur Bremischen Bürgerschaft 2007 in der Freien Hansestadt Bremen war die einzige Wahl zu einem deutschen Landesparlament in diesem Jahr. Sie fand am 13. Mai 2007 statt. Gewählt wurden die Abgeordneten der 17. Legislaturperiode. Die 16. Legislaturperiode der Bremischen Bürgerschaft endete am 7. Juni 2007. Zur Stimmabgabe aufgerufen waren rund 483.000 Wahlberechtigte in den beiden Wahlbereichen Stadt Bremen und Stadt Bremerhaven. Die Wahlbeteiligung betrug 57,58 Prozent, die bis dahin historisch niedrigste bei einer Wahl zur Bremischen Bürgerschaft.
In dem Wahlbereich Stadt Bremen wurde gleichzeitig über die Zusammensetzung der dortigen 22 Beiräte (insgesamt 330 Mitglieder) abgestimmt.

## Parteien
Zur Wahl standen insgesamt 13 Parteien.
Die SPD, die CDU, GRÜNE, Die Linke., die FDP, die DVU und Bremen muß leben waren im ganzen Land wählbar, während DIE FRAUEN, die PBC und die REP nur in Bremen gewählt werden konnten. BIW, Deutschland und Die Weissen stellten sich nur in Bremerhaven zur Wahl.

## Wahlkampfthemen
Wichtige Wahlkampfthemen waren Arbeitslosigkeit und die Verschuldung des Landes Bremen sowie die damit zusammenhängenden Sparmaßnahmen zur Sanierung des Haushaltes (die von Politikern der SPD und CDU insbesondere mit Hinweis auf die Verteidigung der Selbständigkeit Bremens als eigenes Bundesland vertreten wurde). Bei diesen beiden Themen hatte sich die Situation für das Land Bremen trotz entsprechender politischer Maßnahmen zur Abhilfe weiter verschlechtert.
Weitere Themen waren Mindestlohn, die Bildungspolitik (hier insbesondere die Betreuung von Kindern und Jugendlichen in Kindertagesstätten und Ganztagsschulen, sowie die weitere Finanzierung der Universität Bremen und die Frage nach Studiengebühren), verschiedene Fragen zu der Verwaltung der kommunalen Krankenhäuser, Umwelt- und Verkehrspolitik, sowie Kinderarmut und -verwahrlosung (hier insbesondere in Rückblick auf den „Fall Kevin“, wegen dessen im Oktober 2006 die Senatorin Karin Röpke ihren Rücktritt vorlegte).
Ebenfalls mitentscheidend galt auch die politische Bewertung der Großen Koalition von SPD und CDU, die im Land Bremen bis zur Wahl seit zwölf Jahren ununterbrochen regierte.

## Spitzenkandidaten
Die Spitzenkandidaten der nach dem amtlichen Wahlergebnis zukünftig vertretenen sechs Parteien in der Bremischen Bürgerschaft sind in der obigen Tabelle dargestellt. Umfragen vor der Wahl ergaben, dass etwa 53 Prozent der Wahlberechtigten Jens Böhrnsen und nur 19,5 Prozent Thomas Röwekamp wählen würden, wenn eine Direktwahl des Bürgermeisters möglich wäre.
| Partei | Spitzenkandidat im Wahlkampf |
| ------ | ---------------------------- |
|        | Jens Böhrnsen                |
|        | Thomas Röwekamp              |
|        | Karoline Linnert             |
|        | Peter Erlanson               |
|        | Magnus Buhlert               |
|        | Siegfried Tittmann           |

## Ergebnisse
Nachfolgend ist das amtliche Endergebnis mit der Verteilung der 83 Sitze wiedergegeben.
| Partei            | Stimmen | Prozent | Vergleich zu 2003 (Prozentpunkte) | Sitze |
| ----------------- | ------- | ------- | --------------------------------- | ----- |
| SPD               | 101.290 | 36,72   | − 5,6                             | 32    |
| CDU               | 70.728  | 25,64   | − 4,1                             | 23    |
| Grüne             | 45.493  | 16,49   | + 3,6                             | 14    |
| Die Linke.        | 23.282  | 8,44    | + 6,7                             | 7     |
| FDP               | 16.486  | 5,98    | + 1,8                             | 5     |
| DVU               | 7.536   | 2,73    | + 0,4                             | 1     |
| Die Konservativen | 4.462   | 1,62    | -                                 | -     |
| BIW               | 2.336   | 0,85    | -                                 | 1     |
| REP               | 1.430   | 0,52    | -                                 | -     |
| DIE FRAUEN        | 1.318   | 0,48    | + 0,1                             | -     |
| PBC               | 952     | 0,35    | ± 0                               | -     |
| Deutschland       | 333     | 0,12    | -                                 | -     |
| Die Weissen       | 170     | 0,06    | -                                 | -     |

Trotz eines Verlustes von fast 20.000 Wählerstimmen blieb die SPD die stärkste Kraft in Bremen, erzielte jedoch – nach 1995 – ihr zweitschlechtestes Ergebnis bei Bürgerschaftswahlen in diesem Land. Auch ihr bisheriger Koalitionspartner CDU musste starke Einbußen (fast 16.000 Stimmen) hinnehmen und erreichte das schlechteste Ergebnis seit 1987.
Im Gegensatz zum bisherigen Koalitionspartner gab es von der SPD im Vorfeld keine offizielle Koalitionsaussage. Nach der Wahl sagte SPD-Spitzenkandidat Böhrnsen, er wolle nur mit der CDU und den Grünen über eine mögliche Koalition verhandeln.
Relative Wahlsieger waren die Grünen mit dem bis dahin besten Ergebnis bei einer Landtagswahl überhaupt; ihr bisheriger Rekord lag bei 13,9 % bei der Bürgerschaftswahl in Hamburg 1997. Die Linkspartei zog erstmals in ein Landesparlament in den 10 „alten Bundesländern“ ein und der FDP gelang nach drei Legislaturperioden wieder der Einzug in Fraktionsstärke.
Bedeutung für die Bundespolitik hatte die Wahl vor allem aufgrund der zukünftigen Regierungskoalition: Mit dem Ende der Koalition zwischen SPD und CDU in Bremen verlor die in Berlin regierende Große Koalition die für Verfassungsänderungen notwendige Zweidrittelmehrheit im Bundesrat.

### Besonderheiten
- Eine Besonderheit der Bürgerschaftswahlen ist, dass nach dem Landeswahlgesetz die Stadt Bremen und die Stadt Bremerhaven als zwei getrennte Wahlbereiche gelten. Für den Einzug in die Bürgerschaft genügt das Überspringen der Fünf-Prozent-Hürde in einer der beiden Städte. Auf diese Weise schaffte es die DVU ein weiteres Mal, über den Weg in Bremerhaven in das Bremer Landesparlament einzuziehen, und ebenso zum ersten Mal die Bürger in Wut.
- DIE LINKE. trat als Zusammenschluss der Bremer WASG und der Bremer PDS zusammen an. Bei früheren Bürgerschaftswahlen kandidierte sie noch unter dem Namen PDS.

## Koalitionsverhandlungen
Nach Koalitionsgesprächen mit der CDU und den Grünen hatte sich die Bremer SPD-Spitze bereits kurz nach der Wahl für eine rot-grüne Koalition ausgesprochen. Zuvor hatte die Bremer CDU bereits den Gang in die Opposition angekündigt. Der SPD-Spitzenkandidat Böhrnsen sagte, die „hohe Übereinstimmung im sozialen Bereich“ habe den Ausschlag für die Grünen gegeben.
Die Aufnahme von Koalitionsverhandlungen wurde danach von der SPD und den Grünen auf getrennten Landesparteitagen mit überwältigenden Mehrheiten beschlossen. Die SPD übte dabei auch Kritik am früheren Koalitionspartner CDU.
Ihre Gespräche über eine Regierungsbildung haben SPD und Grüne Anfang Juni 2007 erfolgreich abgeschlossen und sich auf einen gemeinsamen Koalitionsvertrag geeinigt.
Am 28. Juni 2007 konstituierte sich der neue Landtag und am 29. Juni wurde der neue Senat gewählt.

## Gerichtliche Überprüfung der Wahl
Die Wählervereinigung Bürger in Wut kam in Bremerhaven zunächst auf 4,998 Prozent der Stimmen. Bei 44.336 gültigen Stimmen in Bremerhaven lag die Fünf-Prozent-Hürde bei 2216,8 Stimmen, so dass BIW, für die 2216 Bremerhavener stimmten, eine einzige Stimme zum Überschreiten der Hürde und somit einem Sitz in der Bürgerschaft fehlte. Die Wählervereinigung legte daraufhin Einspruch gegen die Wahl ein. Im November wurde gerichtlich angeordnet, die Stimmen aufgrund „relevanter Fehler“ bei der Wahl für den Wahlbereich Bremerhaven nachzuzählen. Gegen diese Entscheidung legten sowohl der Landeswahlleiter als auch die BIW Beschwerde vor dem Staatsgerichtshof ein. Dieser entschied am 22. Mai 2008, dass eine Wiederholungswahl in einem Stimmbezirk notwendig sei. Dort hatte die Vorsitzende des ursprünglichen Wahlvorstandes die Wahlunterlagen eingepackt und war unbegleitet mit dem Fahrrad in die Räumlichkeiten der Wahlbehörde Bremerhaven gefahren, wo ein unzuständiger neuer Wahlvorstand die Stimmen ausgezählt hatte. Außerdem musste in zwei weiteren Wahlbezirken das Ergebnis berichtigt werden.
Die Wahlwiederholung wurde für den 6. Juli 2008 angesetzt, die BIW erreichten in dem betroffenen Stimmbezirk 27,6 % der abgegebenen gültigen Stimmen, kamen nun im gesamten Wahlbereich Bremerhaven auf 5,29 % und zogen in die Bürgerschaft ein.
Nach den Wahlen wurden Zweifel laut, ob der BIW-Vorsitzende Jan Timke und die spätere Stadtverordnete Annefriede Laue überhaupt wählbar waren. Gegen Annefriede Laue erließ das Amtsgericht Bremerhaven einen Strafbefehl wegen Wahlfälschung, dem Laue aber widersprach und der deshalb nicht rechtskräftig wurde. Timke wurde durch das Amtsgericht im Januar 2009 nach mehrtägiger Verhandlung vom Tatvorwurf der Wahlfälschung freigesprochen, nachdem auch die Staatsanwaltschaft einen Freispruch beantragt hatte.